# Feldschlösschen

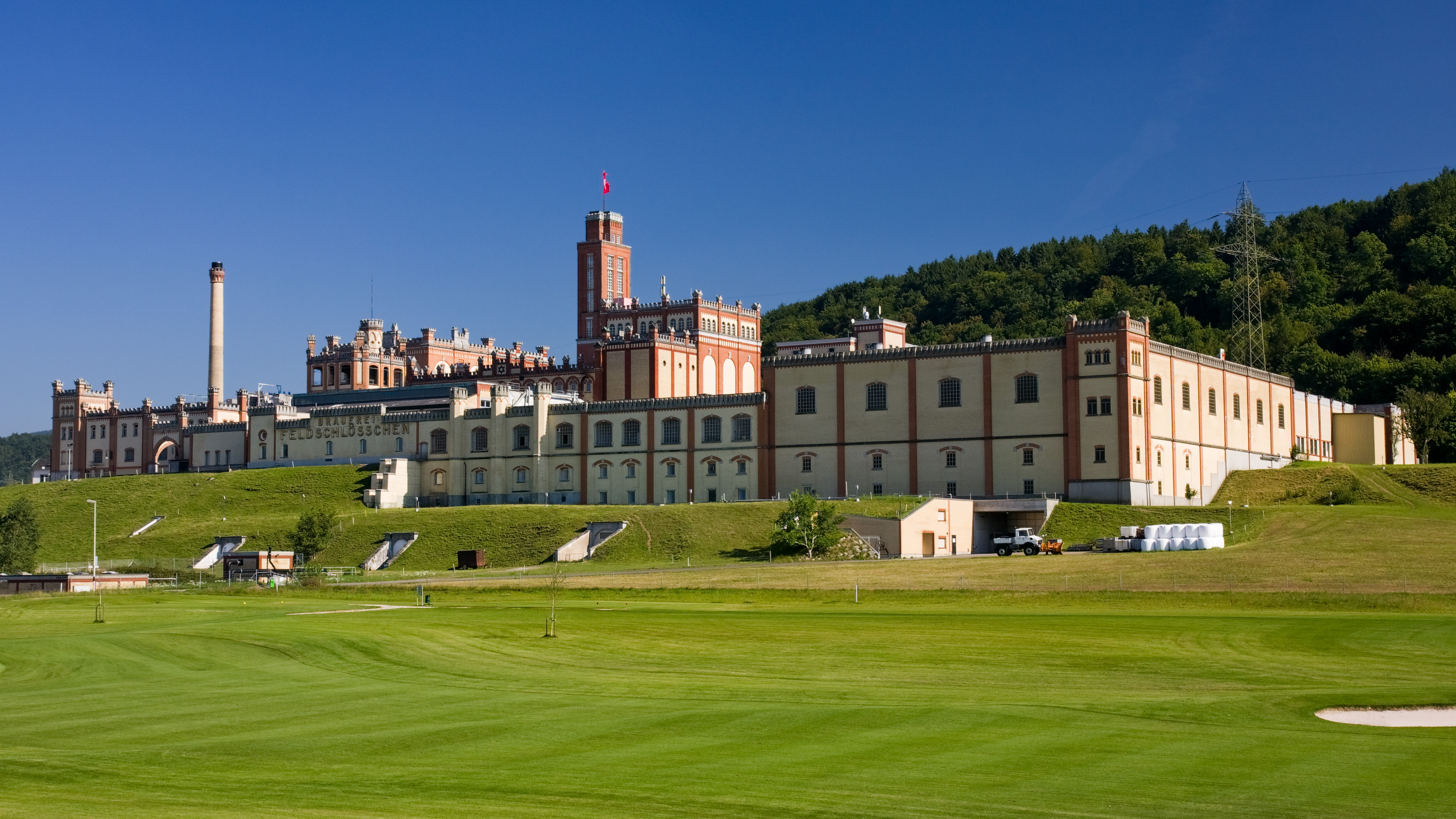
L'usine de Feldschlösschen à Rheinfelden.

Feldschlösschen Boissons SA (FBSA) est la première entreprise de boissons de Suisse. Fondée en 1876, elle a son siège à Rheinfelden dans le canton d'Argovie. Elle possède cinq sites de production répartis dans toute la Suisse ainsi que 17 centres qui s'occupent de la distribution de boissons. FBSA est depuis l'année 2000 une filiale du groupe Carlsberg Breweries.

## Les produits

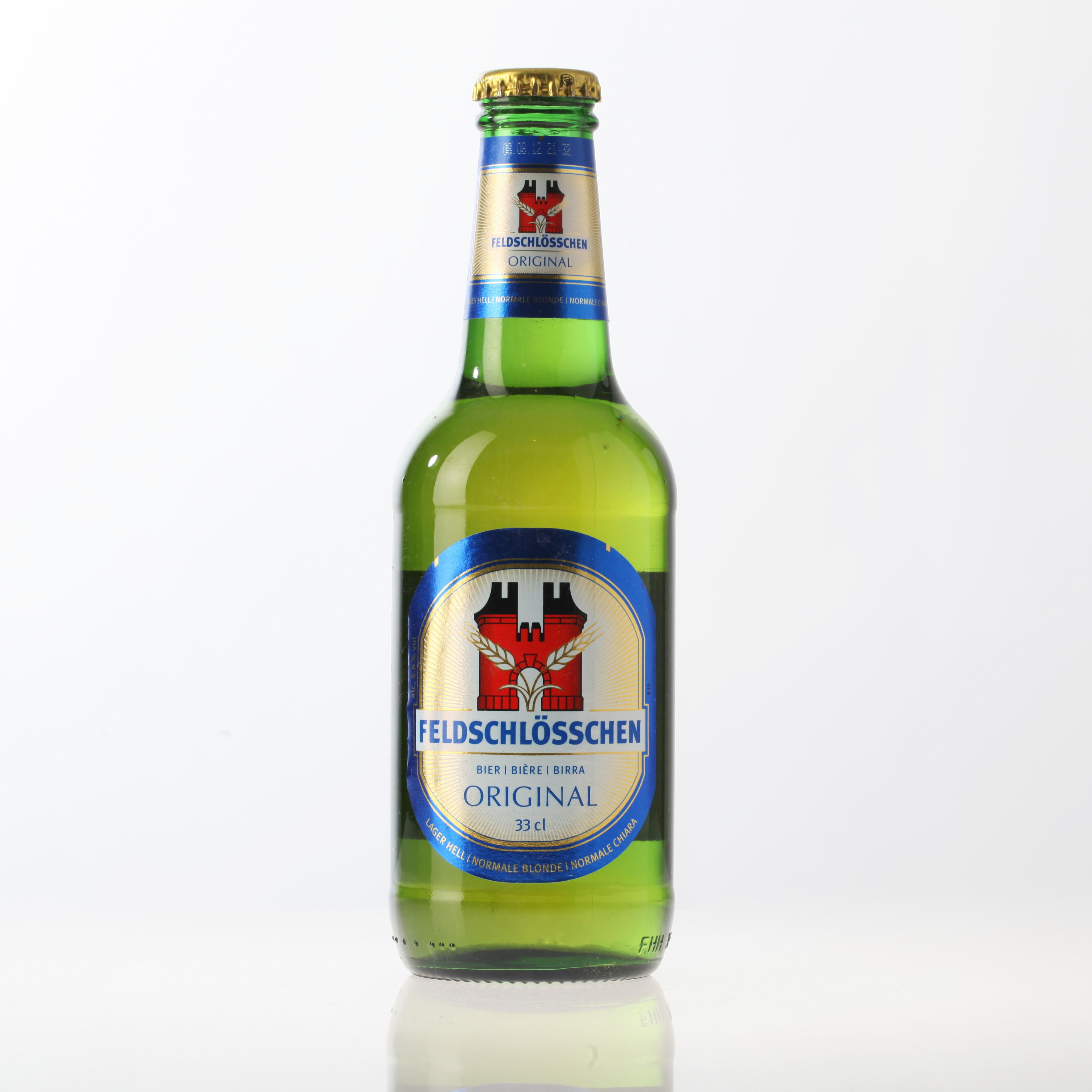
Bouteille de Feldschlösschen.

FBSA possède 13 marques et produit globalement 50 sortes des boissons dans les trois brasseries et les deux sites d'embouteillage des eaux minérales. Une part importante de la production de bière est destinée à l'exportation. FBSA fabrique notamment les marques suivantes :
- Feldschlösschen
- Hürlimann (brasserie fermée en 1996)
- Cardinal (brasserie fermée en 2011)
- Eve
- Tuborg
- Gurten Bier (brasserie fermée en 1996)
- Valaisanne
- Warteck (brasserie fermée en 1991)
- Pepsi
- Schweppes
- Lipton Ice Tea
- 7up

## La production
FBSA est en mesure de produire annuellement 340 000 000 litres de bière ainsi que d'eau minérale par l'intermédiaire de ses cinq centres de production, ce chiffre correspond à plus de 1 milliard de bouteilles de 3,3 dl ou encore 2 000 bouteilles à la minute (24h/24).